# Demonax subglobulicollis
Demonax subglobulicollis là một loài bọ cánh cứng trong họ Cerambycidae.